# BMW R 1100 RT
BMW R 1100 RT – niemiecki motocykl sportowo-turystyczny produkowany przez BMW w latach 1995–2001. Jego następcą jest BMW R 1150 RT.

## Dane techniczne/Osiągi
Silnik: bokser 2
Pojemność silnika: 1085 cm³
Moc maksymalna: 90 KM/7250 obr./min
Maksymalny moment obrotowy: 95 Nm/5500 obr./min
Prędkość maksymalna: 200 km/h
Przyspieszenie 0–100 km/h: 4,3 s